# Sept Églises d'Asie

Les sept Églises d'Asie ainsi que l'île de Patmos où l'apôtre Jean de Zébédée a été exilé.

Les sept Églises d'Asie ou sept Églises de l'Apocalypse sont sept communautés chrétiennes d'Asie mineure (Turquie actuelle) mentionnées dans le Livre de l'Apocalypse du Nouveau Testament.
Dans le Livre de l'Apocalypse (qui en grec signifie "livre de la révélation"), chapitres 1, 2 et 3, Jean entend une voix forte qui lui dicte : Ce que tu vois, écris-le dans un livre, et envoie-le aux sept Églises, à Éphèse, à Smyrne, à Pergame, à Thyatire, à Sardes, à Philadelphie, et à Laodicée.
Les sept Églises sont en Turquie :
- Éphèse
- Smyrne
- Pergame
- Thyatire
- Sardes
- Philadelphie
- Laodicée

Chaque Église avait son propre évêque. Quelques évêques de ces églises (assemblées) nous sont connus au IIe siècle, comme Méliton de Sardes, Polycrate d'Éphèse ou Polycarpe de Smyrne. 
À partir du IVe siècle quelques conciles célèbres ont été tenus en ces lieux comme le concile d'Éphèse ou le concile de Laodicée.